# Mary Pope Osborne
Mary Pope Osborne (20 de mayo de 1947, Fort Sill, Oklahoma) es una escritora estadounidense de origen inglés de literatura infantil, premiada en varias ocasiones por sus cuentos. Vive con Will Osborne su primo, en la ciudad de Washington. Entre sus obras están: American Tall Tales (Cuentos americanos), Favorite Greek Myths (Clásicos de la mitología griega), Spider Kane y One World, Many Religions (Un mundo, muchas religiones). Su serie más reconocida es La casa del árbol. Ha sido presidente durante dos años del Authors Guild, la asociación de escritores más destacada de los Estados Unidos. Su interés por la mitología griega nació hace ya varios años en Creta, isla de Grecia en la cual vivió un tiempo.
- Datos: Q443410
- Multimedia: Mary Pope Osborne / Q443410